# Kellerei Eibelstadt, Randersacker und Theilheim
Die Kellerei Eibelstadt, Randersacker und Theilheim war eine Kellerei des Domkapitel des Bistums Würzburg.

## Geschichte
Eibelstadt war im Mittelalter in den Besitz des Hochstifts Würzburg gekommen. Anteile am Ort hatte der Dompropst als auch das Domkapitel. Im 13. und 14. Jahrhundert hatte auch die Reichsstadt Rothenburg Anteile am Ort als Reichslehen. Dieses ging auf die Marschalle von Pappenheim über. 1609 verkauften die Pappenheimer ihren Anteil an das Domkapitel.
Auch die benachbarten Orte Randersacker und Theilheim waren in den Besitz des Domkapitels gekommen. Dieser Besitz wurde in einer gemeinsamen Kellerei Eibelstadt, Randersacker und Theilheim verwaltet, die dem Obleiamt des Domkapitels nachgeordnet war. Das Domkapitel verfügte über vogteiliche Rechte. Hochgerichtlich waren die Untertanen der Cent Ochsenfurt zugeordnet.
Nach dem Übergang an Kurpfalz-Bayern 1802 wurde die Kellerei aufgehoben und die Orte dem Landgericht Ochsenfurt zugeordnet.

## Gebäude

### Der Präsenzhof in Eibelstadt
Der ehemalige Präsenzhof des Würzburger Domkapitels (heutige Adresse Hauptstraße 7) war Sitz der Kellerei. Er besteht aus drei Teilen: Dem Präsenzhof, einem Wohn- und einem Nebengebäude. Alle Gebäudeteile stammen aus dem 18. Jahrhundert. Der Präsenzhof ist ein zweigeschossiger, verputzter Halbwalmdachbau mit Fachwerkobergeschoss. Das Wohngebäude ist ein stattlicher Satteldachbau mit profilierten Fensterrahmungen und das Nebengebäude ein Massivbau. Der Gesamtkomplex steht als Baudenkmal unter Denkmalschutz.

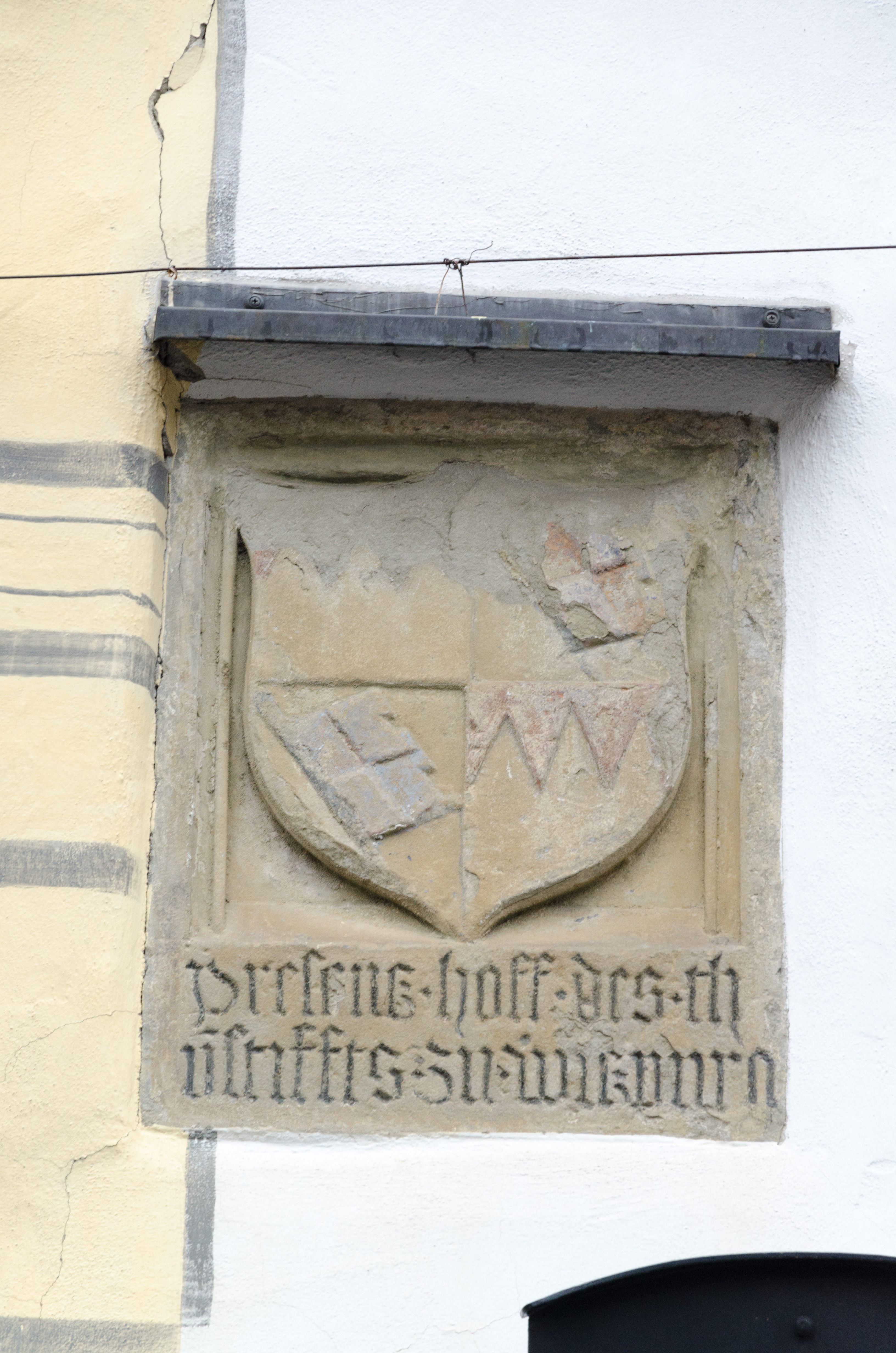
Präsenzhof, Inschrift
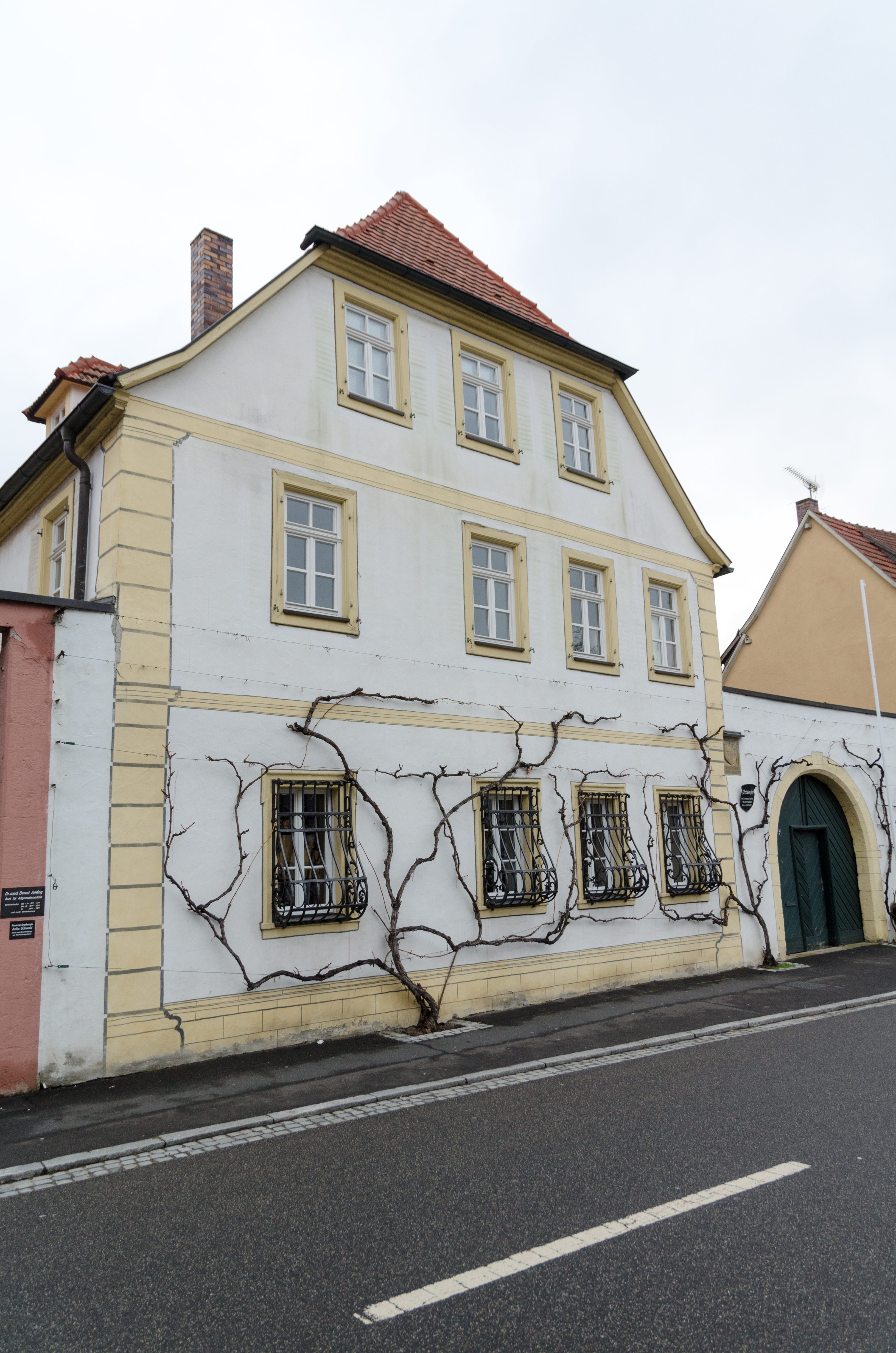
Präsenzhof

### Fronhof in Eibelstadt

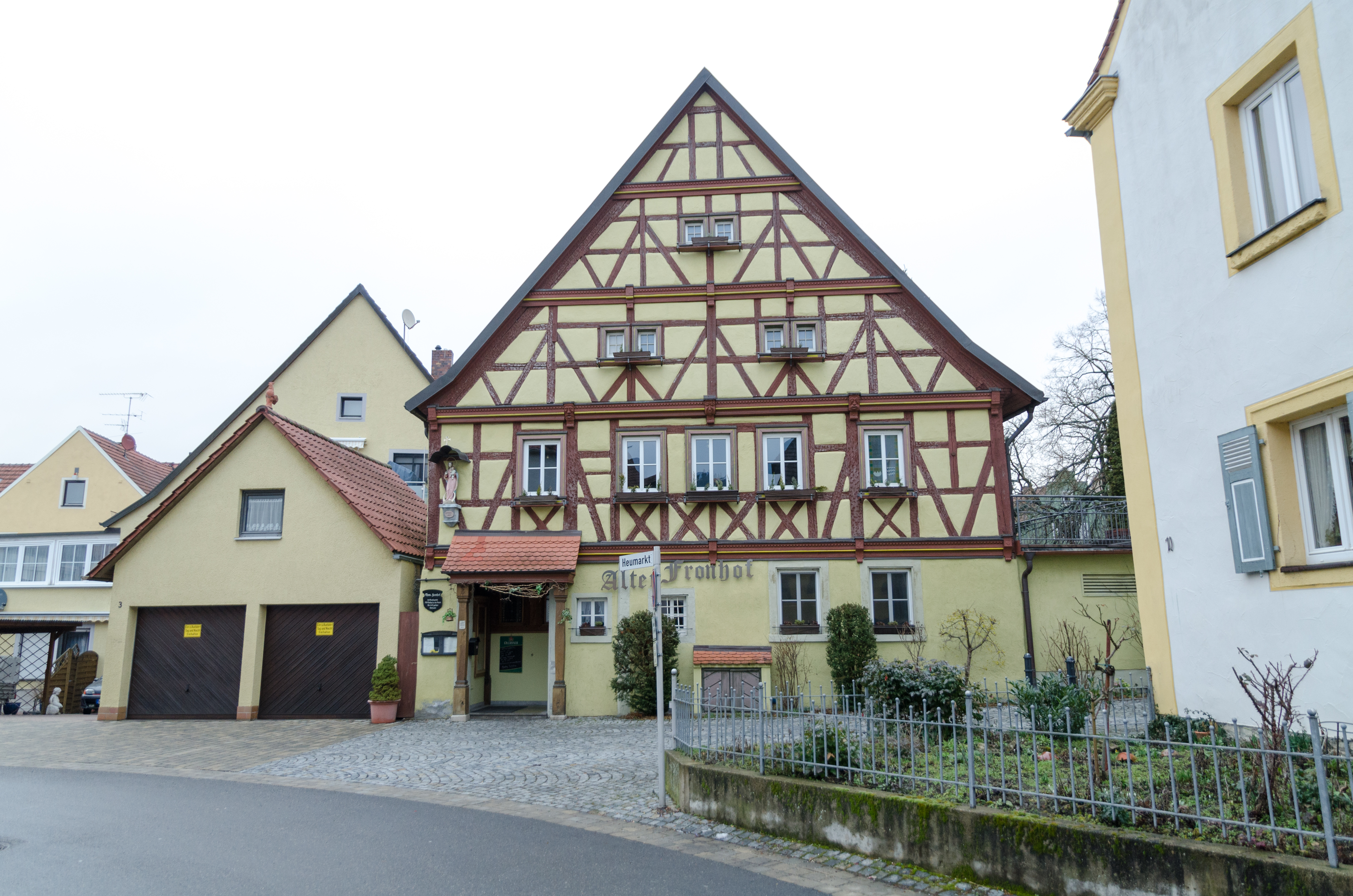
Fronhof in Eibelstadt

Der ehemalige Fronhof des Würzburger Domkapitels (heutige Adresse: Heumarkt 5) ist ein zweigeschossiger Satteldachbau mit Fachwerkoberstock aus dem 17. Jahrhundert. Es steht als Baudenkmal unter Denkmalschutz. Er diente der Aufbewahrung der Naturalienabgaben der Untertanen.

### Zehnthof in Randersacker

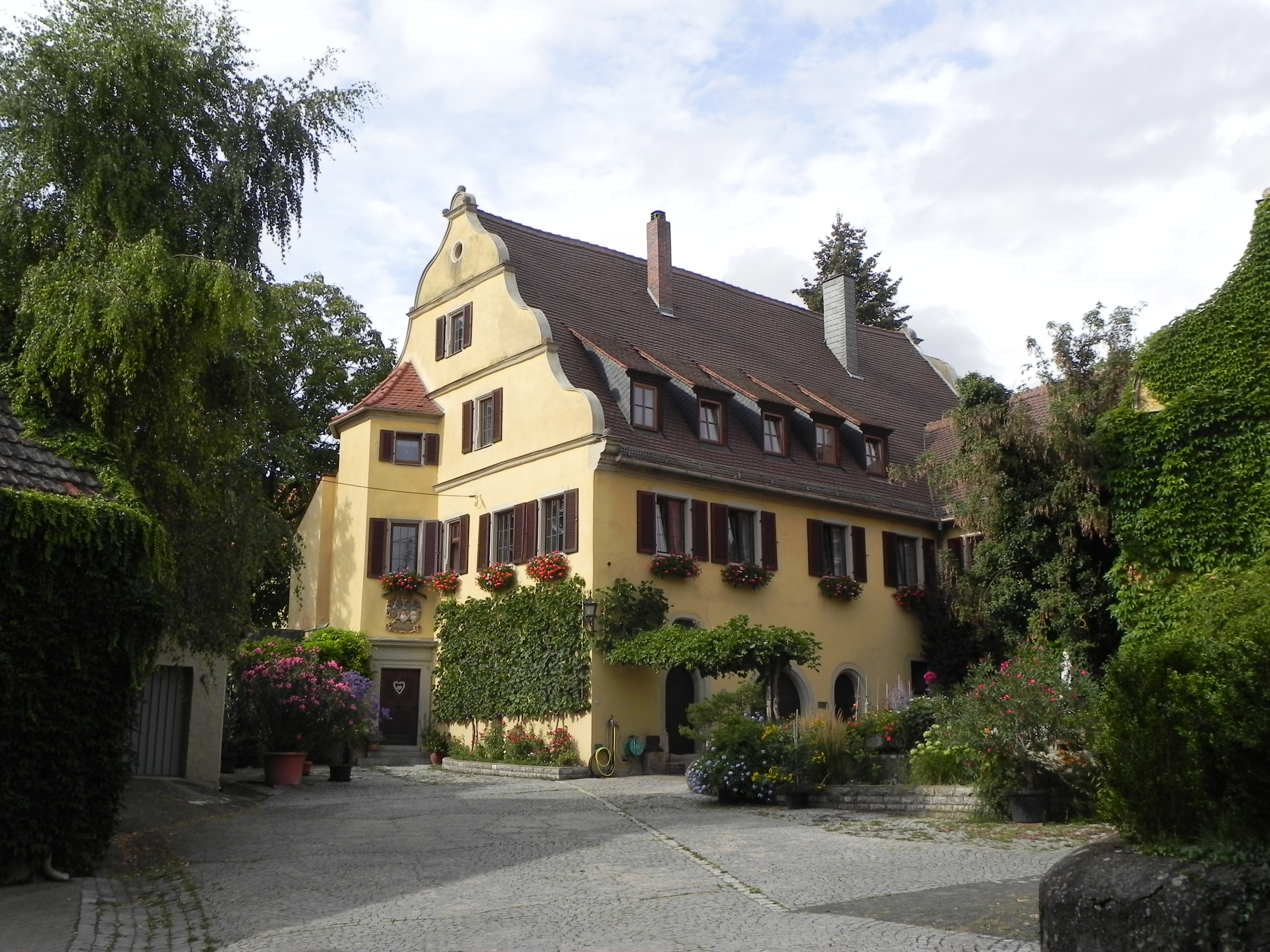
Zehnthof in Randersacker

Der ehemalige bischöflicher Zehnthof (heutige Adresse: Herrngasse 25) war seit 1640 domkapitelscher Zehnthof. Die Anlage stammt aus dem 14. Jahrhundert und wurde um einen Binnenhof angelegt. Der heutige Bestand stammt weitgehend 17. Jahrhundert und steht als Baudenkmal unter Denkmalschutz.